# ノルディックバイキングス
ノルディック・バイキングスは、かつて中国に存在した男子アイスホッケーチーム。中国の北京直轄市を本拠地としていた。ホームリンクは首都体育館及び浩沙滑氷館。アジアリーグアイスホッケーに参加していた。

## 概要
スウェーデンのイベント会社であるノルディックバイキング社をオーナーに創設。選手は北欧の若手選手で構成され、アジアリーグアイスホッケーの理念にはそぐわないように思われたが、レベル向上と価値向上のための特別参加として参加が承認され、3季目の2005/06シーズンに新規参入した。当初はハルビン、チチハルの2チームと選手の交換留学を行っていたが、コミュニケーションが上手くいかず、シーズン中途に中止となった。
2006/07シーズンは運営資金の目途が立たないことから参加が見送られ活動停止。

## 歴史
- 2005年 - チーム創設、アジアリーグアイスホッケーに参加。初年度は9チーム中5位。プレーオフは1回戦で王子製紙に敗れる（1勝3敗）。
- 2006年 - 運営資金の目途が立たず2006/07シーズン参加を見送る。
- 2014年 - ノルディックバイキングスがハルビン体育大学や承徳市等と共に中国バンディー連盟の創設者の一員として報道されている[1][2]。